# Thorstein Veblen
Thorstein Bunde Veblen (egentlig Tosten Bunde Veblen; født 30. juli 1857 i Minnesota, død 3. august 1929) var en norsk-amerikansk sociolog og økonom og leder af Efficiency Movement. Han er mest berømt for sin bog Den arbejdsfrie klasse: en økonomisk studie af institutioners udvikling (engelsk: Theory of the Leisure Class) fra 1899. I denne bog lancerer han teorien om prangende forbrug. Dette definerer Veblen som de riges praleri, sløseri, ørkesløshed og umoralitet med det formål at demonstrere velstand over for omgivelserne, ikke for at tilfredsstille behov eller ønsker i sig selv.
Thorstein Veblen mente, at alle samfundets institutioner er vigtige at studere for at forstå økonomiske processer, økonomien kunne ikke isoleres fra andre institutioner. Denne økonomiske og sociologiske skole blev kaldt institutionalisme, og Veblen havde efterfølgere som C. Wright Mills, Gunnar Myrdal og John Kenneth Galbraith blandt andre.
Veblen blev født af norske udvandrere. Forældrene kom fra Vang i Valdres. Han voksede op under trange kår, men familien havde norsk huslærer således, at børnene lærte norsk og læste norske bøger under opvæksten. Veblen lærte sig også islandsk og oversatte senere Laksdøla saga til engelsk. Han skal have været en stor sprogbegavelse og beherskede også fransk, tysk, spansk og italiensk. I 1884 tog han doktorgraden i samfundsøkonomi ved Yale University. Veblen var radikal og blev kaldt "Amerikas Karl Marx", men han var ingen socialistisk agitator.